# Pheidole erato
Pheidole erato är en myrart som beskrevs av Mann 1919. Pheidole erato ingår i släktet Pheidole och familjen myror. Inga underarter finns listade i Catalogue of Life.